# Café Bräunerhof

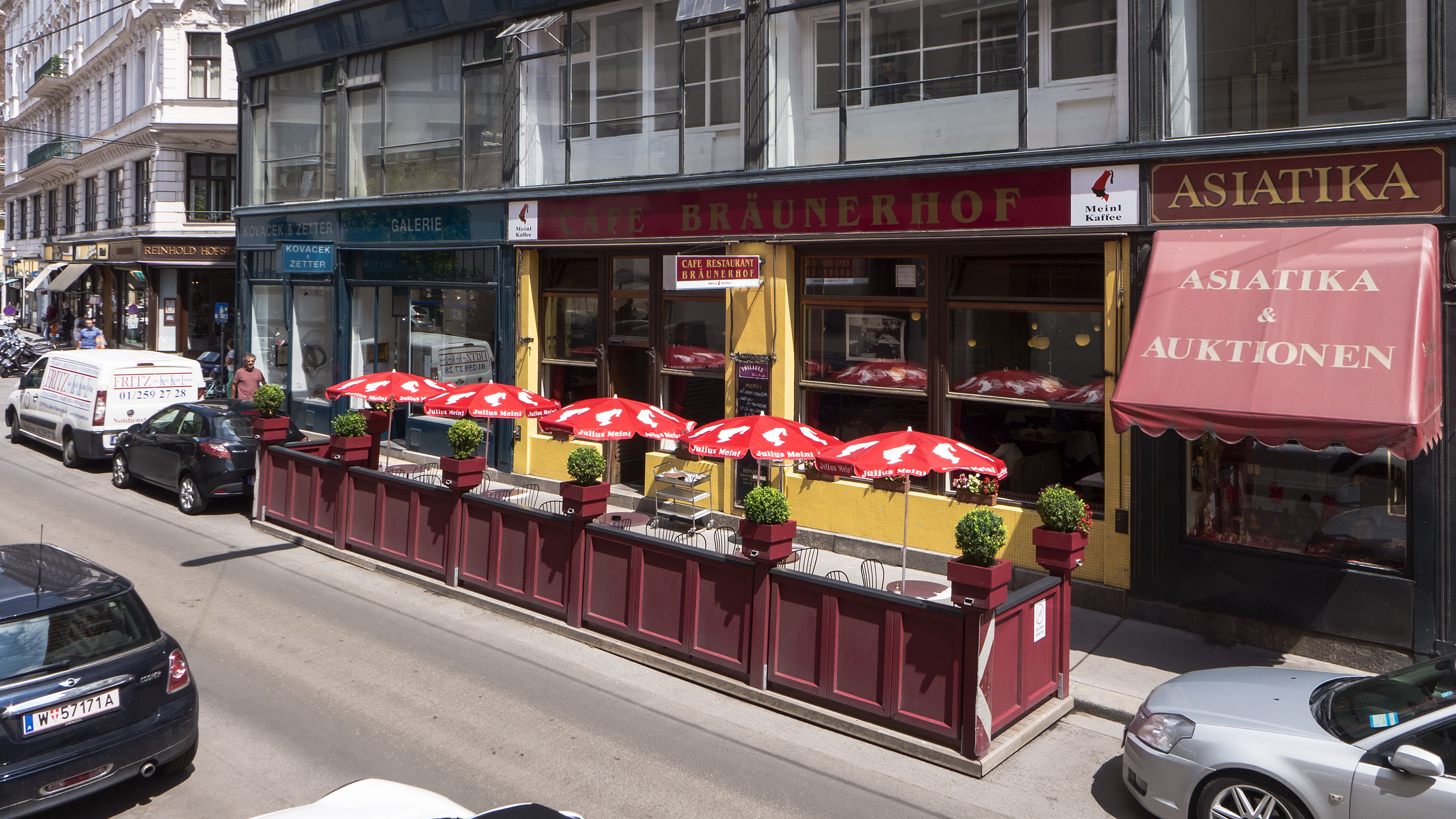
Café Bräunerhof in Wien

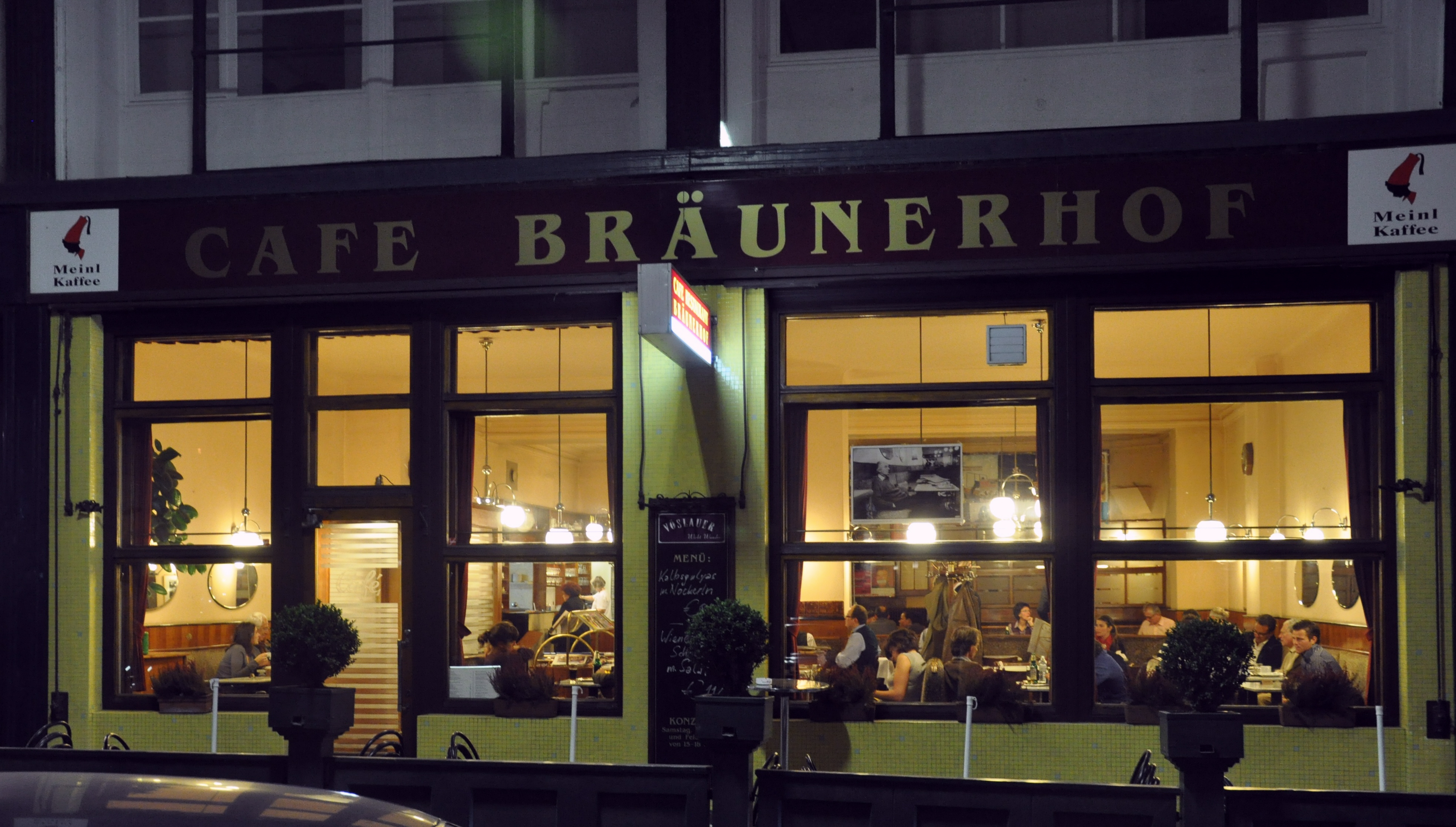
Café Bräunerhof am Abend

Das Café Bräunerhof ist ein traditionelles Wiener Kaffeehaus und Restaurant in der Stallburggasse 2 im 1. Wiener Gemeindebezirk Innere Stadt.
Das Lokal wurde um 1920/1921 von Friedrich Bolberitz als Café Sans Souci eröffnet. Es war ein Treffpunkt der in der Umgebung ansässigen Antiquitätenhändler und fungierte auch als Tanzcafé. Bolberitz musste 1938 Wien verlassen, sein Nachfolger änderte den Namen nach dem Haus in „Bräunerhof“ (dieser ist nach der Bräunerstraße benannt). Unter dem Besitzer Siegfried Hosnik wurde das Café wieder von Künstlern und Literaten besucht.
Das Bräunerhof ist unter anderem dafür bekannt, dass es das Lieblingskaffeehaus des Autors Thomas Bernhard war. Eine Vitrine erinnert an seinen Platz im Café. Jeden Sonntag gibt es Live-Musik mit einem kleinen Ensemble, das Walzer und klassische Musik spielt.